# Katharine Houghton
Katharine Houghton (Hartford, 10 marzo 1945) è un'attrice e drammaturga statunitense.

## Biografia
Secondogenita di Marion Hepburn e Ellsworth Grant, e nipote di Katharine Hepburn, è nota soprattutto per aver interpretato il ruolo di Joanna Drayton nel film Indovina chi viene a cena? (1967) di Stanley Kramer. È sposata con l'attore Ken Jenkins. Dopo questa esperienza cinematografica, Houghton ha recitato soprattutto a teatro in più di 60 produzioni di Broadway e altri teatri locali americani. Ha vinto il "Theatre World Award" per la sua performance in "A Scent of Flowers" nel 1969.
Houghton è anche una drammaturga e ha tradotto i lavori di altri per il palcoscenico, oltre a scrivere le sue opere teatrali, undici delle quali sono state prodotte. La sua opera "Buddha" è stata pubblicata nella sezione "Best Short Plays" del 1988. Il suo Bookends musicale in anteprima al NJ Rep Co. estate del 2007, ha ricevuto buone recensioni e ottimi incassi. Nel 1975, Houghton scrisse una storia per bambini, "La figlia del mago", che viene raccolta nel libro Two Beastly Tales, illustrato da Joan Patchen, prima moglie dell'attore Ken Jenkins; c'era un'altra storia inclusa nel libro, scritta da JB Grant, fratello maggiore di Houghton.

## Filmografia

### Cinema
- Indovina chi viene a cena? (Guess Who's Coming to Dinner), regia di Stanley Kramer (1967)
- The Gardener, regia di James H. Kay (1974)
- The Eyes of the Amaryllis, regia di Frederick King Keller (1982)
- Mr. North, regia di Danny Huston (1988)
- Billy Bathgate - A scuola di gangster (Billy Bathgate), regia di Robert Benton (1991)
- Ethan Frome - La storia di un amore proibito (Ethan Frome), regia di John Madden (1993)
- La notte che non c'incontrammo (The Night We Never Met), regia di Warren Leight (1993)
- Let It Be Me, regia di Eleanor Bergstein (1995)
- Kinsey, regia di Bill Condon (2004)
- L'ultimo dominatore dell'aria (The Last Airbender), regia di M. Night Shyamalan (2010)

### Televisione
- ABC Stage 67 – serie TV, episodio 1x06 (1966)
- Hawk l'indiano (Hawk) – serie TV, episodio 1x08 (1966)
- Al banco della difesa (Judd for the Defense) – serie TV, episodio 2x01 (1968)
- The Adams Chronicles – miniserie TV, 6 puntate (1976)
- ABC Afterschool Specials – serie TV, episodio 10x04 (1981)
- Mr. Mercedes – serie TV, episodi 1x03-1x05 (2017)

## Riconoscimenti
- Golden Globe
  - 1968 – Candidatura alla migliore attrice debuttante per Indovina chi viene a cena?

- Laurel Awards
  - 1968 – Candidatura alla più bella star

- Theatre World Award
  - 1969 – Miglior attrice per A Scent of Flowers

## Doppiatrici italiane
- Fiorella Betti in Indovina chi viene a cena?
- Eva Ricca in Ethan Frome - La storia di un amore proibito
- Melina Martello in L'ultimo dominatore dell'aria